# Cavité thoracique (anatomie humaine)

Schéma des cavités du corps humain, montrant l'emplacement de la cavité thoracique.

La cavité thoracique est une cavité du thorax contenu dans la cage thoracique.

## Limites
La cavité thoracique est limitée en avant, latéralement et en arrière par la cage thoracique et les aponévroses et muscles recouvrant celle-ci. Sa paroi postérieure forme de chaque côté de la colonne thoracique deux gouttières larges et profondes : les sillons pulmonaires.
Au centre entre les deux poumons se trouve la loge médiastinale.
En haut elle s'ouvre sur la région cervicale par l'ouverture supérieure du thorax.
En bas elle est séparée de la cavité abdominale par le diaphragme qui s’insère sur le pourtour de l'ouverture inférieure du thorax.

## Contenu
Le contenu de la cavité thoracique se répartit en plusieurs compartiments recouvert de mésothélium :
- latéralement les deux cavités pleurales,
- au centre la cavité péricardique.

La cavité thoracique contient :
- les structures du système cardiovasculaire : le cœur et les gros vaisseaux : l' aorte thoracique, l'artère pulmonaire et toutes ses branches, la veine cave supérieure et inférieure, les veines pulmonaires et la veine azygos,
- les structures du système respiratoire : le diaphragme, la trachée, les bronches et les poumons,
- une structure du système digestif : l' œsophage,
- le thymus ,
- des structures du système nerveux : les nerfs vagues et les chaînes sympathiques appariées,
- des vaisseaux lymphatiques dont le canal thoracique.

## Anatomie fonctionnelle
Le volume de la cavité thoracique varie sous l'action des muscles respiratoires, au cours des différents cycles respiratoires.